# Petr Roubal
Petr Roubal (* 25. listopadu 1975, Praha) je český historik. Zkoumá především české dějiny po roce 1945, včetně období postkomunistické transformace. Za knihu Československé spartakiády (2016) získal cenu Magnesia Litera za naučnou literaturu. Vystudoval sociální antropologii na Cambridgeské univerzitě (2002) a komparativní historii na Středoevropské univerzitě (2007). Od roku 2008 pracuje v Ústavu pro soudobé dějiny AV ČR.